# فلو جيبسون
فلو جيبسون (بالإنجليزية: Flo Gibson)‏ هي ممثلة أمريكية، ولدت في 7 فبراير 1924، وتوفيت في 7 يناير 2011 بسبب سرطان.